# Morton Downey (cantante)
Morton Downey, nome d'arte di Sean Morton Downey (Wallingford, 14 novembre 1901 – Palm Beach, 25 ottobre 1985), è stato un cantante e attore cinematografico statunitense soprannominato The Irish Nightingale. Fu molto popolare come cantante negli anni '30 e '40.

## Biografia
Cantò negli anni Venti, da tenore, con l'orchestra di Paul Whiteman. Il suo primo disco lo realizzò per la Edison Records con lo pseudonimo Morton James. L'anno seguente, incise per la Victor con la S.S. Leviathan Orchestra.
Nel 1925, iniziò una collaborazione che sarebbe durata quattro anni con la Brunswick Records.
Partecipò a tournée a Londra, Parigi, Berlino, New York e Hollywood. Apparve come attore anche in alcuni film esordendo sullo schermo nel 1929 in Syncopation.
Downey fu anche autori di canzoni di successo tra cui "All I Need is Someone Like You", "California Skies", "In the Valley of the Roses", "Now You're in My Arms", "Sweeten Up Your Smile", "That's How I Spell Ireland", "There's Nothing New" e "Wabash Moon".

## Vita personale
La sua prima moglie è stata l'attrice Barbara Bennett, sorella delle attrici Constance e Joan Bennett. Dalla loro unione, è nato Morton Downey Jr, famoso personaggio televisivo, anche lui cantante e attore. Il matrimonio tra Downey e Barbara durò dal 1929 al 1941 e i due ebbero cinque figli. Dopo il divorzio, lei si sposò con Addison Randall, cantante cowboy.
Downey si sposò ancora due volte: con Margaret Boyce Schulze, nipote del plurimilionario William Boyce Thompson, proprietario di miniere in Colorado, e con Ann Trainer, sposata nel 1970. Morì nel 1985 a Palm Beach per un ictus all'età di 83 anni.
Negli anni Trenta, aveva aperto a New York il famoso ristorante The Delmonico.
Aveva acquisito anche una proprietà a Hyannis nel Massachusetts, vicino di casa dei Kennedy, tanto che John Fitzgerald Kennedy usava, durante le vacanze, la sua casa come una Casa Bianca estiva.

## Filmografia parziale
- Syncopation, regia di Bert Glennon (1929)
- Mother's Boy, regia di Bradley Barker (1929)
- Lucky in Love, regia di Kenneth S. Webb (1929)
- The Devil's Holiday, regia di Edmund Goulding (1930)
- Morton Downey in America's Greatest Composers Series,#1, regia di Monte Brice - cortometraggio (1932)
- Morton Downey in America's Greatest Composers Series,#2, regia di Monte Brice - cortometraggio (1932
- Dublin in Brass, regia di Joseph Henabery (1935)